# Dye Water
Das Dye Water ist ein Fluss in der schottischen Council Area Scottish Borders.

## Lauf
Das Dye Water entspringt auf einer Höhe von 480 Metern am Nordhang des Willie’s Law (499 Meter) in den Lammermuir Hills. Groome gibt eine Quellhöhe von 1600 Fuß (488 Meter) an. Auf den ersten vier Kilometern fließt das Dye Water vornehmlich in südöstlicher Richtung ab, um dann nach Osten zu drehen. 2,5 Kilometer aufwärts der Mündung knickt der Lauf des Dye Water nach Norden ab. Nach insgesamt 21,47 Kilometern mündet der Fluss auf einer Höhe von 169 Metern zwischen Cranshaws und Abbey St Bathans von rechts in das Whiteadder Water, das über den River Tweed in die Nordsee entwässert.
Die Quelle des Dye Waters liegt auf der Grenze zwischen East Lothian und den Scottish Borders. Auf seinem ersten Kilometer markiert der Lauf die Grenze zwischen den benachbarten Council Areas, beziehungsweise zwischen den traditionellen Grafschaften Haddingtonshire und Berwickshire. Ab dort verläuft das Dye Water ausschließlich in den Scottish Borders (Berwickshire).

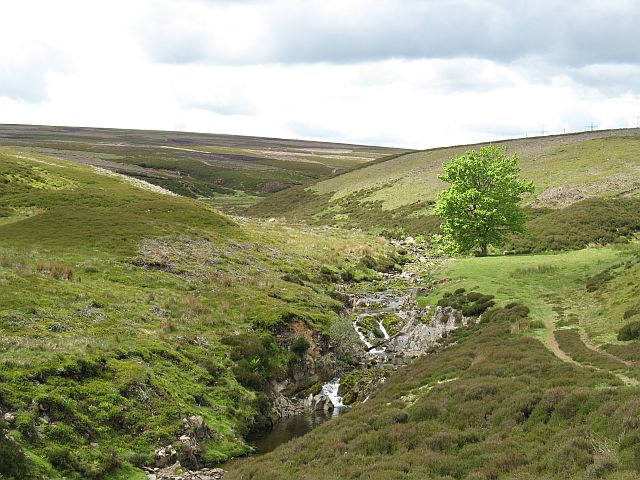
Oberlauf des Dye Water
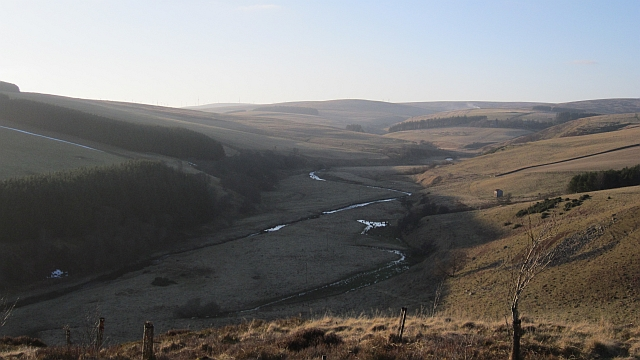
Blick über das Tal des Dye Water
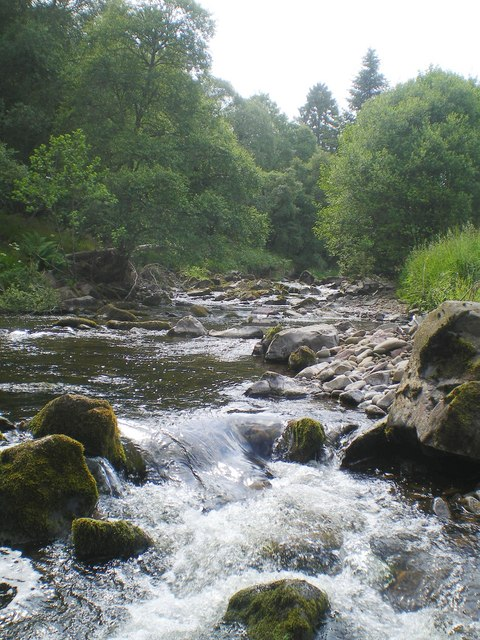
Stromschnellen bei Longformacus

Entlang seines Laufs nimmt das Dye Water zahlreiche Bäche auf. Der Karte der Ordnance Survey sind folgende Zuflüsse zu entnehmen (Sortierung: von Quelle zur Mündung):
- Easter Syke (von rechts)
- Wester Syke (r)
- Rotten Cleugh (r)
- West Rotten Cleugh (r)
- Willie’s Cleugh (l)
- Shiel Burn (l)
- Little Reds Cleugh (r)
- Reds Cleugh (r)
- Burn betwixt the Laws (l)
- Meikle Namles Cleugh (r)
- Green Cleugh (r)
- Kersons Cleugh (l)
- Brock’s Cleugh (l)
- Foul Cleugh (r)
- Wood Cleugh (r)
- Hall Burn (r)
- Stot Cleugh (l)
- Wester Stop Cleugh (r)
- Easter Stop Cleugh (r)
- Trottingshaw Burn (l)
- Pow’s Cleugh (r)
- Wester Burn (l)
- Wrunklaw Burn (l)
- Watch Water (r)
- Blacksmill Burn (r)
- Huds Cleugh (r)
- Crook Burn East (l)

## Umgebung
Da die Lammermuir Hills weitgehend unbesiedelt sind, passiert das Dye Water entlang des Ober- und Mittellaufs nur vereinzelte Gehöfte. Vor der Ostflanke der Hügelkette, rund 4,5 Kilometer oberhalb der Mündung, passiert der Bach den Weiler Longformacus. Dort quert ihn eine untergeordnete Straße zwischen Duns und Gifford. Jenseits von Longformacus folgt der Southern Upland Way bis zur Mündung dem Dye Water.
Nahe der Einmündung des Brock’s Cleugh befanden sich zwei Gehöfte am Dye Water, die heute als Bodendenkmäler geschützt sind. Dazwischen steht das Beater’s Cottage, das zu einem in den 1980er Jahren abgebrochenen Jagsitz des Duke of Roxburghe gehörte. An der Einmündung des Wester Burn befindet sich die im 19. Jahrhundert errichtete und heute denkmalgeschützte Horseupcleuch Farm. Nahebei befand sich das Wrunklaw Fort auf einer Geländestufe oberhalb des Dye Water. Östlich von Longformacus stand das mittelalterliche Tower House Rathburne House am linken Ufer. Die vermutlich um 1820 errichtete Bogenbrücke Longformacus Bridge über das Dye Water ist ebenfalls denkmalgeschützt.